# Wekiwa Springs
Wekiwa Springs é uma Região censo-designada localizada no estado americano de Flórida, no Condado de Seminole.

## Demografia
Segundo o censo americano de 2000, a sua população era de 23.169 habitantes.

## Geografia
De acordo com o United States Census Bureau tem uma área de
23,7 km², dos quais 22,4 km² cobertos por terra e 1,3 km² cobertos por água.

## Localidades na vizinhança
O diagrama seguinte representa as localidades num raio de 16 km ao redor de Wekiwa Springs.